# Ґері Коул
Ґері Майкл Коул (англ. Gary Michael Cole; нар. 20 вересня 1956, Парк-Рідж, Іллінойс, США) — американський актор кіно, телебачення та озвучення, у його доробку понад 150 ролей.

## Життєпис
Ґері Коул народився 20 вересня 1956 року в Парк-Рідж, штат Іллінойс, у сім'ї Роберта та Маргарет «Пеґґі», Коул. У нього є старша сестра Ненсі. Згодом сім'я переїхала у Роллінґ-Медоуз, де й виріс Коул.
Під час навчання в старшій школі Роллінґ-Медоуз виступав у шкільному театрі, де зіграв Снупі у виставі «Гарна людина Чарлі Браун». Після закінчення школи, він навчався в Університеті штату Іллінойс разом з Лорі Меткалф та Джоном Малковичем.
Ґері Коул брав участь у постановках мюзиклів в Чикаго та Нью-Йорку. Паралельно з цим Коул займався озвучуванням мультфільмів, фільмувався у кіно та серіалах.
Дебютував на телеекранах у 1985 році, зфільмувався в серіалі «Американський театр». У 1987 році зіграв Алан Макклафферті в комедійному детективному серіалі «Детективне агентство „Місячне сяйво“».

## Особисте життя
У 1992 році одружився з акторкою Тедді Сіддалл (нар. 12 серпня 1953 — пом. 4 лютого 2018). У нього є донька Мері. 19 червня 2017 року подружжя розлучилось.

## Вибрана фільмографія
| Рік       |    | Українська назва                     | Оригінальна назва                           | Роль                                |
| --------- | -- | ------------------------------------ | ------------------------------------------- | ----------------------------------- |
| 1983      | тф | Сталеве серце                        | Heart of Steel                              | Лі                                  |
| 1985      | с  | Сутінкова зона (Її мандрівна душа)   | The Twilight Zone (Her Pilgrim Soul)        | Деніел Ґеддіс                       |
| 1985      | ф  | Жити і померти в Лос-Анджелесі       | To Live and Die in L.A.                     | роль другого плану (нема у титрах)  |
| 1986      | ф  | Лукас                                | Lucas                                       | помічник тренера                    |
| 1986      | с  | Поліція Маямі                        | Miami Vice                                  | Джексон Кран                        |
| 1987      | с  | Детективне агентство «Місячне сяйво» | Moonlighting                                | Алан Макклафферті                   |
| 1993      | ф  | На лінії вогню                       | In the Line of Fire                         | Білл Ваттс                          |
| 1995      | ф  | Фільм про сімейку Брейді             | The Brady Bunch Movie                       | Майк Брейді                         |
| 1996      | ф  | Сімейка Брейді                       | A Very Brady Sequel                         | Майк Брейді                         |
| 1997      | ф  | Злочинні зв'язки                     | Gang Related                                | Річард Сімс                         |
| 1998      | с  | Із Землі на Місяць                   | From the Earth to the Moon                  | Едґар Мітчелл                       |
| 1998      | ф  | Я буду вдома на Різдво               | I'll Be Home for Christmas                  | Вілкінсон                           |
| 1998      | ф  | Простий план                         | A Simple Plan                               | Ніл Бакстер                         |
| 1999      | ф  | Офісний простір                      | Office Space                                | Білл Ламберґ                        |
| 1999      | ф  | Поцілунок неба                       | Kiss the Sky                                | Марті                               |
| 2000      | ф  | Дар                                  | The Gift                                    | Девід Дункан                        |
| 2000      | мс | Бетмен майбутнього                   | Batman Beyond                               | Зета                                |
| 2000      | мс | Сім’янин                             | Family Guy                                  | озвучення (68 епізодів)             |
| 2001      | мс | Ліга Справедливості                  | Justice League                              | Дж. Аллен Картер                    |
| 2002—2007 | с  | Кім Всеможу                          | Kim Possible                                | Джеймс Тімоті                       |
| 2002      | ф  | Фото за годину                       | One Hour Photo                              | Білл Овенс                          |
| 2002      | тф | Кадет Келлі                          | Cadet Kelly                                 | Джо Максвелл                        |
| 2002      | ф  | Обдурити всіх                        | I Spy                                       | Карлос                              |
| 2003      | с  | Карен Сіско                          | Karen Sisco                                 | Коннер                              |
| 2004      | ф  | Вишибайли                            | Dodgeball: A True Underdog Story            | Коттон Мак-Найт                     |
| 2004      | ф  | Побачення з зіркою                   | Win a Date with Tad Hamilton!               | Генрі Футч                          |
| 2004      | с  | Закон і порядок: Спеціальний корпус  | Law & Order: Special Victims Unit           | Ксандер Генрі                       |
| 2005      | ф  | Дзвінок 2                            | The Ring Two                                | Мартін Сейвід                       |
| 2005      | ф  | Вовк-одинак                          | Cry Wolf                                    | містер Метьюз                       |
| 2006      | ф  | Божевільне кохання                   | Mozart and the Whale                        | Воллес                              |
| 2006      | ф  | Рікі Боббі: Король дороги            | Talladega Nights: The Ballad of Ricky Bobby | Різ Боббі                           |
| 2007      | с  | Надприродне                          | Supernatural                                | Бред Реддінґ                        |
| 2007      | ф  | Американська розвага                 | American Pastime                            | Біллі Баррелл                       |
| 2008—2010 | с  | Антураж                              | Entourage                                   | Ендрю Кляйн                         |
| 2008—2011 | с  | Чак                                  | Chuck                                       | Джек Бертон                         |
| 2008      | ф  | Ананасовий експрес                   | Pineapple Express                           | Тед Джонс                           |
| 2008      | ф  | Конспірація                          | Conspiracy                                  | Родес                               |
| 2008      | ф  | Назавжди сильний                     | Forever Strong                              | тренер Леррі Ґелвікс                |
| 2009      | с  | 4исла                                | Numb3rs                                     | Кратер Шепард                       |
| 2009      | ф  | Сімейка Джонсів                      | The Joneses                                 | Леррі Симондс                       |
| 2009      | ф  | Екстракт                             | Extract                                     | епізодична роль                     |
| 2010—2016 | с  | Гарна дружина                        | The Good Wife                               | Курт Маквей                         |
| 2010—2012 | мс | Пінгвіни Мадагаскару                 | The Penguins of Madagascar                  | комісар Персіль                     |
| 2010—2013 | мс | Скубі-Ду. Корпорація «Загадка»       | Scooby-Doo! Mystery Incorporated            | Фред Джонс-старший                  |
| 2010      | мф | Бетмен: Під червоним каптуром        | Batman: Under the Red Hood                  | Джеймс Ґордон                       |
| 2010      | ф  | Чикаго 8                             | The Chicago 8                               | Вільям Мозес «Білл» Кунстлер        |
| 2011      | с  | Угамуй свій запал                    | Curb Your Enthusiasm                        | Джо О'Доннелл                       |
| 2011—2019 | с  | Форс-мажори                          | Suits                                       | Камерон Денніс                      |
| 2011      | мф | Гоп                                  | Hop                                         | містер Огейр                        |
| 2012      | с  | 30 потрясінь                         | 30 Rock                                     | Роджер                              |
| 2012—2019 | мс | Закусочна Боба                       | Bob's Burgers                               | сержант Боско (голос, 10 епізодів)  |
| 2012      | с  | Зої Гарт із південного штату         | Hart of Dixie                               | Етан Гарт                           |
| 2014—2017 | мс | Супергерой на півставки              | Penn Zero: Part-Time Hero                   | Брок Зеро                           |
| 2014—2015 | мс | Арчер                                | Archer                                      | Говлі, спецагент                    |
| 2014      | мс | Фінеас і Ферб                        | Phineas and Ferb                            | озвучення                           |
| 2014      | ф  | Теммі                                | Tammy                                       | Ерл                                 |
| 2014      | мс | Аватар: Легенда про Кору             | The Legend of Korra                         | Дей Лі                              |
| 2014      | ф  | Дейт та Світч                        | Date and Switch                             | Двейн, батько Метта                 |
| 2015      | ф  | Святвечір                            | Christmas Eve                               | доктор Робертс                      |
| 2015      | ф  | Бронза                               | The Bronze                                  | Стен Ґреґорі                        |
| 2015      | мс | Рік та Морті                         | Rick and Morty                              | лікар Джеррі                        |
| 2015      | ф  | Божественний доступ                  | Divine Access                               | преподобний Ґай Рой Девіс           |
| 2016      | мс | Ми звичайні ведмеді                  | We Bare Bears                               | директор                            |
| 2016      | с  | Незабутнє                            | Unforgettable                               | Клей Тендлер, детектив              |
| 2017—2020 | с  | Хороша боротьба                      | The Good Fight                              | Курт Маквей (13 епізодів)           |
| 2017      | с  | Гарна боротьба                       | The Good Fight                              | Курт Маквей                         |
| 2017      | ф  | Дрібні злочини                       | Small Crimes                                | Дан Плезант, лейтенант поліції      |
| 2017      | мф | Скубі-ду! На дикому заході           | Scooby-Doo! Shaggy's Showdown               | Рейф                                |
| 2018      | ф  | Незламний. Шлях до порятунку         | Unbroken: Path to Redemption                | Джордж Бейлі                        |
| 2018      | мф | Гарві Бердман. Генеральний прокурор  | Harvey Birdman: Attorney General            | Гарві Бердман                       |
| 2018      | ф  | Під Ейфелевою вежею                  | Under the Eiffel Tower                      | Жерар                               |
| 2018      | ф  | Сім хвилин у раю                     | Seven in Heaven                             | Воллес                              |
| 2018      | ф  | Секс-контроль                        | Blockers                                    | Рон                                 |
| 2018—2019 | мс |                                      | Trolls: The Beat Goes On!                   | Sky Toronto (голос, 12 епізодів)    |
| 2018—2019 | с  | Пожежники Чикаго                     | Chicago Fire                                | Карл Ґріссом (13 епізодів)          |
| 2019—2020 | с  | Смішуються                           | Mixed-ish                                   | Гаррісон Джексон (23 епізоди)       |
| 2019      | с  | Сім'я                                | Fam                                         | Фредді (головна роль)               |
| 2019      | ф  | Очима собаки                         | The Art of Racing in the Rain               | Дон Кітч                            |
| 2019      | мс | Любов, смерть і роботи               | Love, Death & Robots                        | інспектор                           |
| 2020      | с  | Кімната 104                          | Room 104                                    | Чіп Кроуфорд (1 епізод)             |
| 2020      | мс | Зоряний шлях: Нижні палуби           | Star Trek: Lower Decks                      | Леонардо да Вінчі (голос, 1 епізод) |
| 2020      | ф  |                                      | Anderson Falls / Darkness Falls             | Марк Витвер                         |
| 2020      | в  |                                      | Batman: Death in the Family                 | Дволикий озвучення                  |
| 2021—2024 | с  | NCIS: Полювання на вбивць            | NCIS                                        | Ейден Паркер (головна роль)         |
| 2021—2024 | с  | Морська поліція: Лос-Анджелес        | NCIS: Los Angeles                           | Ейден Паркер (1 епізод)             |
| 2023      | с  | Сантехніки Білого дому               | The White House Plumbers                    | Марк Фелт                           |

## Відеоігри
| Рік  | Гра                          | Персонаж      |
| ---- | ---------------------------- | ------------- |
| 2008 | Harvey Birdman: Attorney Law | Гарві Бердман |
| 2016 | Hitman                       | камео         |